# Misael
Misael és un personatge bíblic, d'origen hebreu, que apareix esmentat al Llibre de Daniel de l'Antic Testament. Misael era un paleta de la tribu de Judà, captiva a Babilònia juntament amb Daniel, Ananies de Judà i Azaries després de la destrucció de Jerusalem a mans de Nabucodonosor II i rebatejat amb el nom babilònic de Mesac. Misael significa "qui pertany a Déu". També significa: "Qui és el que és Déu?
En una altra situació també es vincula l'arcàngel Miquel, el destructor de Satanàs, ja que d'aquí prové el nom se li agreguen els significats de Miquel; també significa L'enviat per Déu, L'ajudat per Déu. Misael: Semblant a Déu & La mà dreta de Déu.
També es troba el nom Misael al llibre del Levític 10:4 en el temps de Moisès i pels fets ocorreguts pertanyia a la tribu de Leví.